# Oxytrigona huaoranii
Oxytrigona huaoranii là một loài Hymenoptera trong họ Apidae. Loài này được Gonzalez & Roubik mô tả khoa học năm 2008.